# Даар, Аден Абдулла Осман
Аден Абдулла Осман Даар (сомал. Aaden Cabdulle Cusmaan Daar, араб. ادم عبد االه عثمان دعر‎;  9 декабря 1908, Беледуэйне, Итальянское Сомали — 8 июня 2007, Найроби, Кения) — сомалийский политический деятель, первый президент Сомали (1960—1967).
Начинал свою службу в итальянской колониальной администрации, впоследствии твёрдо выступал за независимость Сомали от колонизации. Во время своего правления Даар был приверженцем демократических ценностей, верховенства закона и политической инклюзивности. Он был сторонником единства всех сомалийцев и стоял в стороне от преобладающего политического кланизма и корыстных амбиций многих сомалийских элит. Его спокойное принятие поражения на выборах 1967 года и мирная передача власти ознаменовали его как первого президента-демократа Африки.

## Биография
Родился в 1908 году в местечке Эль Гуган района Беледуэйне в семье скотовода-кочевника. Рос сиротой, потеряв родителей в раннем возрасте. В детстве Даар был заядлым читателем и самоучкой по многим предметам. В 1922 году был направлен на обучение в начальную школу города Байдабо, затем переехал в Могадишо, где в 1931 году окончил общеобразовательную школу. С 1931 года работал старшим фельдшером, затем канцелярским служащим.
В 1941 году, когда Итальянское Сомали было занято британской армией, ушёл со службы, вернулся в Беледуэйне и занялся коммерцией. В феврале 1944 года Аден Абдулла Осман вступил в организацию Клуб молодых сомалийцев и был назначен генеральным секретарём Политического комитета КМС. После того, как Клуб был преобразован в партию Лига молодых сомалийцев, Осман стал членом местного комитета партии, а в 1946 году — секретарём отделения ЛМС в районе Беледуэйне. В 1951 году он был назначен членом Территориального совета подопечной территории Сомали как представитель ЛМС и в 1953—1956 годах был вице-председателем Территориального совета. Одновременно, в 1954 году, Аден Абдулла Осман был избран президентом Лиги молодых сомалийцев, а в 1958 году переизбран на этот пост.
В 1956 и 1959 годах он избирался депутатом Законодательного собрания подопечной территории Сомали от района Беледуэйне и с 1956 года был председателем Законодательного собрания. Этот пост он занимал до 1 июля 1960 года, когда Сомали получило независимость, и в этот день членами Национального собрания Сомали Аден Абдулла Осман был избран первым президентом страны.
На выборах 1967 года проиграл своему сопернику и бывшему премьер-министру Абдирашиду Али Шермарку. 6 июля 1967 года он покинул свой пост и, в соответствии с Конституцией, остался членом Национального собрания. В это же время Аден вошёл в историю как первый глава государства в постколониальной Африке, мирно передавший власть демократически избранному преемнику.
Был арестован во время государственного переворота 1969 года, организованного генералом Сиадом Барре, и освобождён лишь в 1973 году.  
В 1990 году, с началом гражданской войны, Даар наряду примерно со 100 видными сомалийскими политиками подписали манифест, в котором выражали обеспокоенность по поводу насилия и выступали за примирение. Даар вновь был арестован и оставался в заключении до окончательного падения режима Барре в следующем году.
Свои последние годы он провёл на своей ферме в Джанале (Janale) в Южном Сомали, и в мае 2007 года ошибочно сообщалось, что он умер. Однако, как было разъяснено позже, он находился в критическом состоянии в больнице. Он умер спустя более чем две недели в Найроби 8 июня 2007 года, в возрасте 98 лет.
Переходное правительство Сомали объявляло 21 день траура и организовало государственные похороны. В знак уважения международному аэропорту Могадишо было присвоено его имя.

## Факты
- Являлся одним из самых долгоживущих бывших руководителей глав государств и правительств в мире.